# Asociación por la Derogación

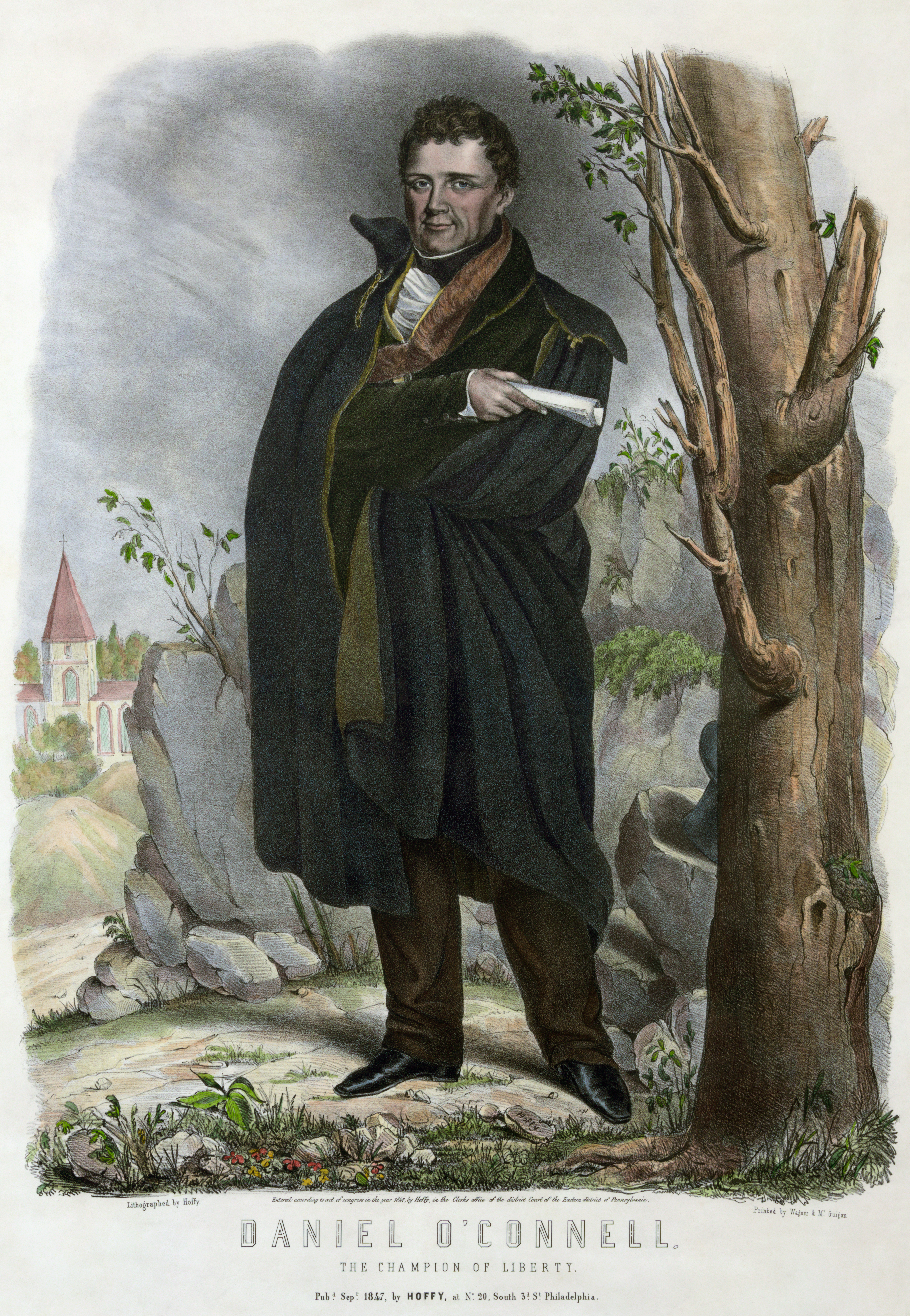
"Daniel O'Connell: The Champion of Liberty", cartel publicado en Pennsylvania en 1847.

La Asociación por la Derogación fue un movimiento político irlandés dirigido y encabezado por Daniel O'Connell con el propósito de lograr la derogación del Acta de Unión de 1800 entre Gran Bretaña e Irlanda.
El propósito de la Asociación era devolver a Irlanda a la posición constitucional que había sido lograda por Henry Grattan y su Partido de los patriotas irlandeses en los años 80 del siglo anterior, aunque esta vez con un mayor grado de implicación de los católicos, lo que era posible gracias a la Emancipación Católica de 1829. Tras el fracaso de esta Asociación a finales de los 40, se produjo el nacimiento del movimiento de la Joven Irlanda
Los candidatos derogacionistas se presentarion a las elecciones generales del Reino Unido en 1832. Entre 1835 y 1841 se coaligaron con los Liberales.

## Resultados electorales
| Elección | Candidato        | Votos  | % voto | Parlamentarios | +/- |
| -------- | ---------------- | ------ | ------ | -------------- | --- |
| 1832     | Daniel O'Connell | 31.773 | 3,80   | 42/658         |     |
| 1835a    |                  |        |        | 34/658         | 8   |
| 1837a    |                  |        |        | 30/658         | 4   |
| 1841     | Daniel O'Connell | 12.537 | 1,90   | 20/658         | 10  |
| 1847     | John O'Connell   | 14.128 | 2,90   | 36/656         | 16  |

a En coalición con el partido Whig.